# Мовчанюк Артем Євгенович
Артем Євгенович Мовчанюк (нар. 1 лютого 2005, Одеса, Україна) — український футболіст, центральний захисник одеського «Реал Фарма».

## Життєпис
Народився в Одесі. У ДЮФЛУ з 2016 по 2022 рік виступав за «Миколаїв» та одеську «Пальміру».
10 серпня 2023 року підписав контракт з «Реалом Фармою». На професійному рівні дебютував за одеситів 13 вересня 2023 року в переможному (2:0) домашньому поєдинку 7-го туру Другої ліги України проти запорізького «Металурга-2». Артем вийшов на поле в стартовому складі, а на 46-й хвилині його замінив Сергій Платунов.